# Thomas Baschab
Thomas Baschab (* 29. Dezember 1960 in Neunkirchen (Saar)) ist ein deutscher Mentalcoach (vor allem im Bereich Spitzensport), Unternehmensberater, Vortragsredner und Autor.

## Leben
Seine Tätigkeit als Mentalcoach begann Baschab 1989. Parallel zu seiner damaligen beruflichen Tätigkeit absolvierte er ein berufsbegleitendes Studium der Betriebspädagogik an der Universität Koblenz-Landau. Seit 1992 arbeitet er als selbstständiger Trainer.
Thomas Baschab ist Referent an Hochschulen, darunter die TU München, die Universität Paderborn sowie die FH Nürnberg (Vorgängereinrichtung der Technischen Hochschule Nürnberg Georg Simon Ohm) und hält Vorträge in Unternehmen (darunter zahlreiche DAX-Unternehmen), bei Organisationen oder für öffentliche Einrichtungen wie für das Bundesministerium für Bildung. Darüber hinaus bildet er Ärzte, Psychologen, Unternehmer, Führungskräfte, Sporttrainer und Menschen, die als Mentalcoach arbeiten wollen, aus bzw. weiter.
Für das Tennis-Magazin und das Sportmagazin Kicker (Quelle: kicker, Ausgabe 104 vom 28. Dezember 2017) ist er seit vielen Jahren als Autor bzw. Experte tätig und tritt bei Printmedien sowie im Radio und Fernsehen (z. B. Bayerischer Rundfunk, RTL, Sky, SAT.1) als Interviewpartner zum Thema „Mentales Training“ auf.

## Leistungen
Thomas Baschab gehört zu den Pionieren der Anfang der 1990er Jahre in Deutschland noch weitgehend unbekannten Technik des Mentalen Coachings (speziell im Spitzensport). Dabei entwickelte er einen gleichermaßen effizienten wie effektiven Ansatz, bei dem einfach zu handhabende und äußerst wirkungsvolle mentale Werkzeuge im Mittelpunkt stehen.
Ein Schwerpunkt seiner Arbeit liegt auf dem mentalen Training von Top-Athleten unterschiedlicher Disziplinen. Zu den Spitzensportlern – Olympiasieger, Welt- und Europameister –, die Thomas Baschab gecoacht hat, gehören u. a. Holger Badstuber, Matthias Ginter und Sven Ulreich (Fußball), Martina Ertl und Felix Neureuther (Ski Alpin), Tobias Angerer (Ski-Langlauf), Andi Birnbacher, Ricco Groß und Simon Schempp (Biathlon), Natalie Geisenberger (Rodeln), Philipp Kohlschreiber und Florian Mayer (Tennis) sowie Timo Bernhard (Automobilrennfahrer).
Neben einzelnen Athleten betreut Thomas Baschab auch Sportvereine bzw. -verbände. So war er im Jahr 2000 beispielsweise einer der ersten Mentalcoachs in der Fußball-Bundesliga. Heute berät er Vereine in Deutschland und der Schweiz wie VfB Stuttgart, Hamburger SV und Karlsruher SC sowie FC St. Gallen und Grasshoppers Zürich. Tätig ist er zudem für den Deutschen Skiverband sowie verschiedene Tennisverbände.

## Veröffentlichungen

### Bücher
- Träume wagen: Der mentale Weg zum Erfolg (mit Peter Prange). Ariston Verlag, München 2015, ISBN 978-3-424-20154-3.
- Pablos Traum (Roman). Knaur Verlag, ISBN 978-3-426-66197-0.

### CD (Hörbuch)
- Pablos Traum. Steinbach Verlag, ISBN 978-3-426-66197-0.

### Beiträge
- Thomas Baschab – Mentaltrainer zahlreicher Top-Unternehmen und internationaler Spitzensportler. In: „Best of 55: Die Olympiade der Verkaufsexperten“, Hans U. Köhler (Autor), Gabal Verlag, ISBN 978-3-89749-555-5.
- Auch Charisma beginnt im Kopf. In: „Sex sells: Mythos oder Wahrheit?“, Hans-Uwe L. Köhler (Hrsg.), Gabal Verlag. ISBN 978-3-89749-623-1.
- Erfolg beginnt im Kopf. In: „Was Führungskräfte und Mitarbeiter vom Spitzensport lernen können“, Mario Porten (Hrsg.), Gabal Verlag, ISBN 978-3-89749-653-8